# Предял-Серарі
Предял-Серарі (рум. Predeal-Sărari) — комуна у повіті Прахова в Румунії. До складу комуни входять такі села (дані про населення за 2002 рік):
- Бобічешть (402 особи)
- Вітіоара-де-Сус (720 осіб)
- Зимброая (219 осіб)
- Поєніле (425 осіб)
- Предял (580 осіб) — адміністративний центр комуни
- Серарі (35 осіб)
- Серецел (174 особи)
- Тулбуря (85 осіб)
- Тулбуря-Велень (48 осіб)

Комуна розташована на відстані 83 км на північ від Бухареста, 28 км на північ від Плоєшті, 64 км на південний схід від Брашова.

## Населення
За даними перепису населення 2002 року у комуні проживали 2688 осіб.
Національний склад населення комуни:
| Національність | Кількість осіб | Відсоток |
| -------------- | -------------- | -------- |
| румуни         | 2687           | > 99,9%  |
| угорці         | 1              | < 0,1%   |

Рідною мовою назвали:
| Мова      | Кількість осіб | Відсоток |
| --------- | -------------- | -------- |
| румунська | 2687           | > 99,9%  |
| угорська  | 1              | < 0,1%   |

Склад населення комуни за віросповіданням:
| Релігія       | Кількість осіб | Відсоток |
| ------------- | -------------- | -------- |
| православні   | 2673           | 99,4%    |
| адвентисти    | 7              | 0,3%     |
| п'ятдесятники | 6              | 0,2%     |
| бретрени      | 1              | < 0,1%   |
| атеїсти       | 1              | < 0,1%   |

## Зовнішні посилання
- Дані про комуну Предял-Серарі на сайті Ghidul Primăriilor [Архівовано 2 травня 2011 у Wayback Machine.]